# 阿拉魯納 (帕拉伊巴州)
阿拉鲁纳是巴西帕拉伊巴州的一个市镇。总面积245.72平方公里，总人口17456人，人口密度71人/平方公里。